# El Reencuentro (banda)
El Reencuentro fue una agrupación puertorriqueña compuesta por antiguos integrantes del grupo Menudo, que después de muchos años se reunieron para su retorno en 1998.
Sus integrantes fueron Ricky Meléndez, René Farrait, Miguel Cancel, Johnny Lozada, Ray Reyes y Charlie Massó, quienes grabaron un disco en vivo y en directo reeditando varias canciones antiguas. Tuvieron una gira a nivel mundial que incluyó visitas a varios países, como Argentina, España, Estados Unidos, México, Panamá y Venezuela. En 2005, como despedida, volvieron a cantar en vivo en un concierto en San Juan (Puerto Rico), para el cual contaron con un invitado, el cantante Luis Fonsi, quien compartió el escenario con ellos.
Sin embargo, debido a demanda pública, el Reencuentro continuó haciendo presentaciones después de 2005, y en 2015 tendrían varios conciertos en Miami.
Luego de problemas internos, la banda anunció su separación en septiembre de 2015, descartando planes futuros de volver a reunirse los integrantes originales de este proyecto.
En el año 2019, los exintegrantes de Menudo Ray Reyes, René Farrait, Johnny Lozada, Miguel Cancel y Ricky Meléndez emocionaron a su fanaticada al anunciar la gira de conciertos ‘Súbete a Mi Moto: Tour’; misma que empezó con el pie derecho pero se vio interrumpida por la pandemia del coronavirus. 
Tras la muerte de Ray Reyes en el 2021 en plena pandemia, el proyecto poco a poco fue perdiendo fuerza. Aun así lograron presentarse en varias ciudades de Latinoamérica con las cuales tenían compromisos pactados con anterioridad. Fue en octubre del mismo año cuando René Farrait decidió dar un paso al costado para proseguir con su carrera de solista, continuando así la gira con solo tres integrantes.

## Discografía
- El reencuentro: 15 años después (1998)
- Especial El Reencuentro (1998) CD Maxi
- Quiero Ser (1988) CD Single